# Міст

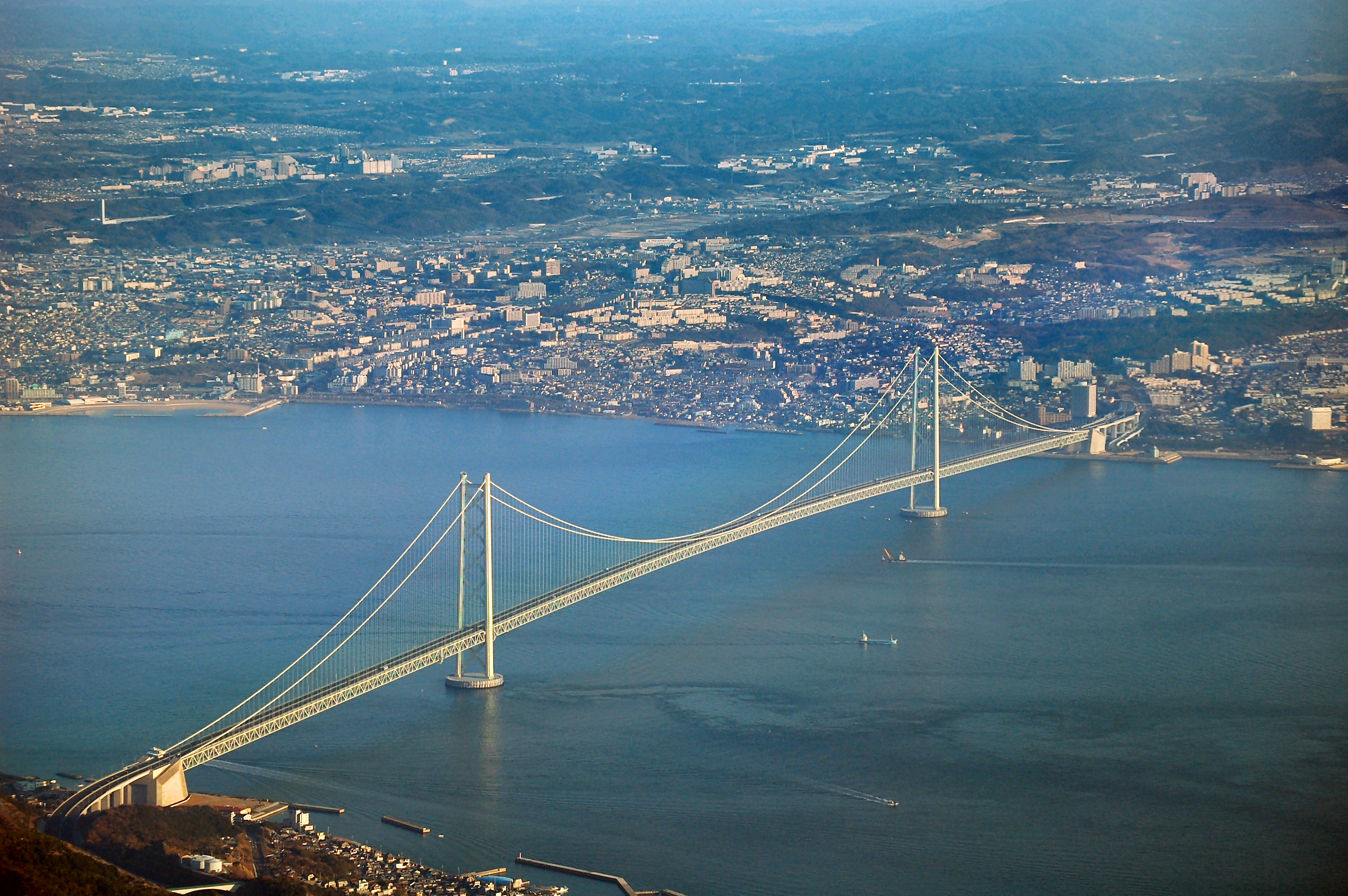
Міст Акасі-Кайкьйо. Центральний прогін мосту — найдовший у світі і має довжину 1991 метр

Міст (прасл. *mostъ, від *mesti, *metati — «кидати», «метати») — споруда, призначена для руху через річку, яр та інші перешкоди, межами якої є початок і кінець пролітних споруд.
Міст, перекинутий через дорогу, називають шляхопроводом, міст через яр або ущелину — віадуком.
Міст є однією із найдавніших інженерних споруд людства.

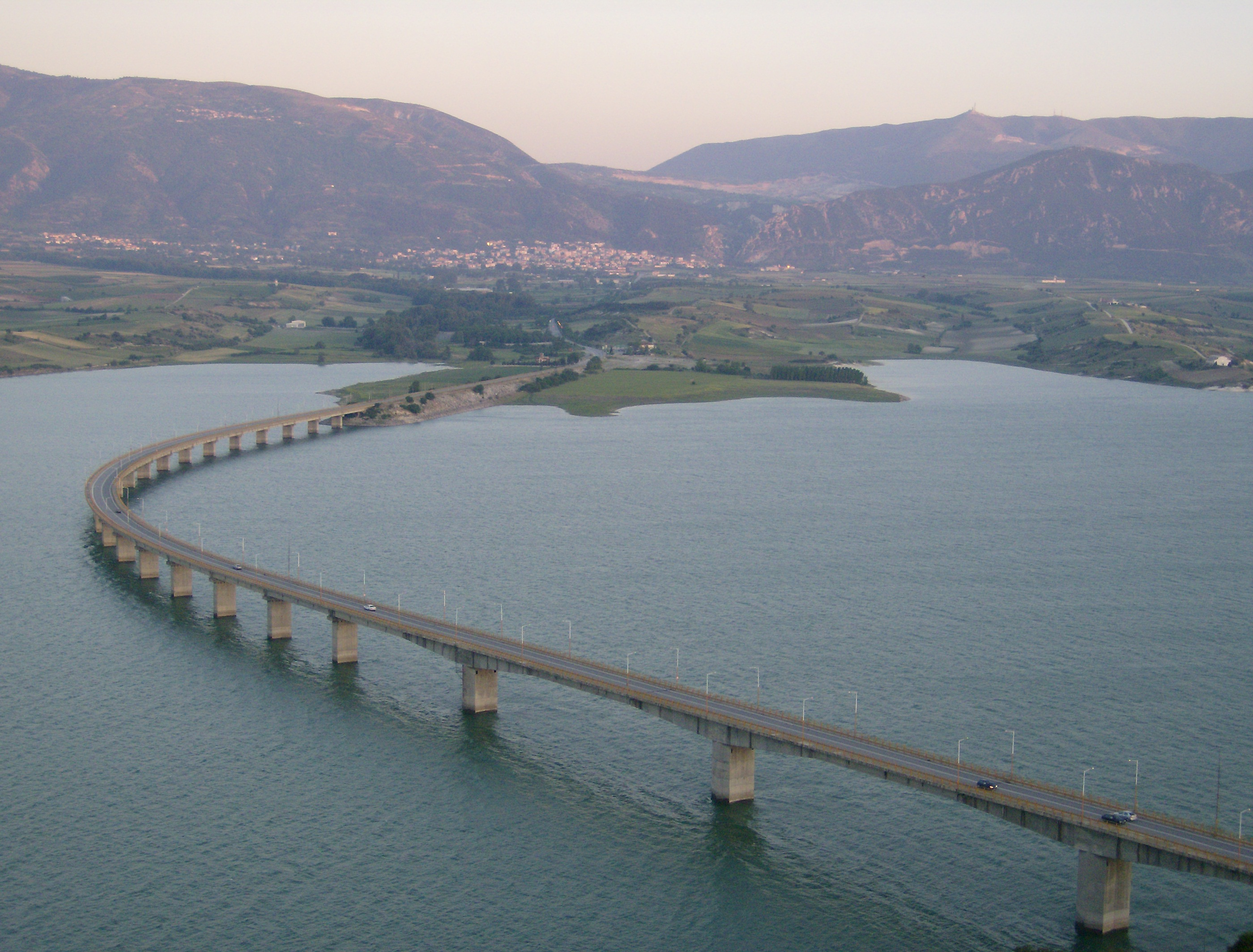
Міст через річку Аліакмон в Західній Македонії

## Конструкція

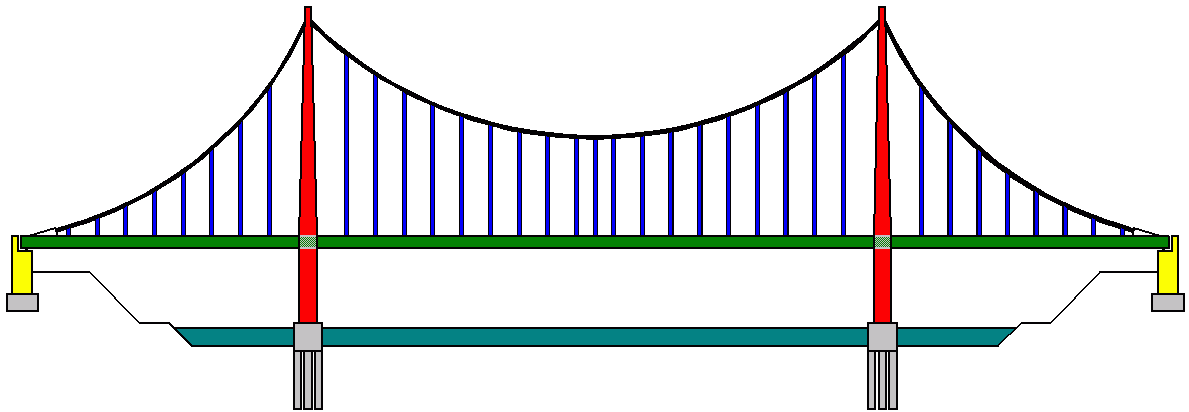
Схема конструкції підвісного моста

Як правило, мости складаються з прогонових конструкцій і опор. Прогонові конструкції служать для прийняття навантажень і передачі їх опорам, на них може розташовуватися проїжджа частина, пішохідний перехід, трубопровід тощо. Опори переносять навантаження з прогонових конструкцій на основу моста.
Прогонові конструкції складаються з тримальних конструкцій: балок, ферм, діафрагм (поперечних балок) і власне плити проїжджої частини. Статична схема прогононових конструкції може бути арковою, балковою, рамною, вантовою або комбінованою; вона визначає тип моста за конструкцією. Зазвичай прогонові конструкції прямолінійні, проте у разі необхідності (наприклад, при будівництві естакад і дорожніх розв'язок) їм надають складну форму: спіралеподібні, кільцеві тощо. Форми опор також можуть бути найрізноманітнішими. Проміжні опори називаються биками, берегові — стоянами. Останні служать для з'єднання моста з підхідними насипами.
Матеріалами для спорудження мостів слугують метал (сталь і алюмінієві сплави), залізобетон, бетон, природний камінь, дерево, мотузки.

## Історія

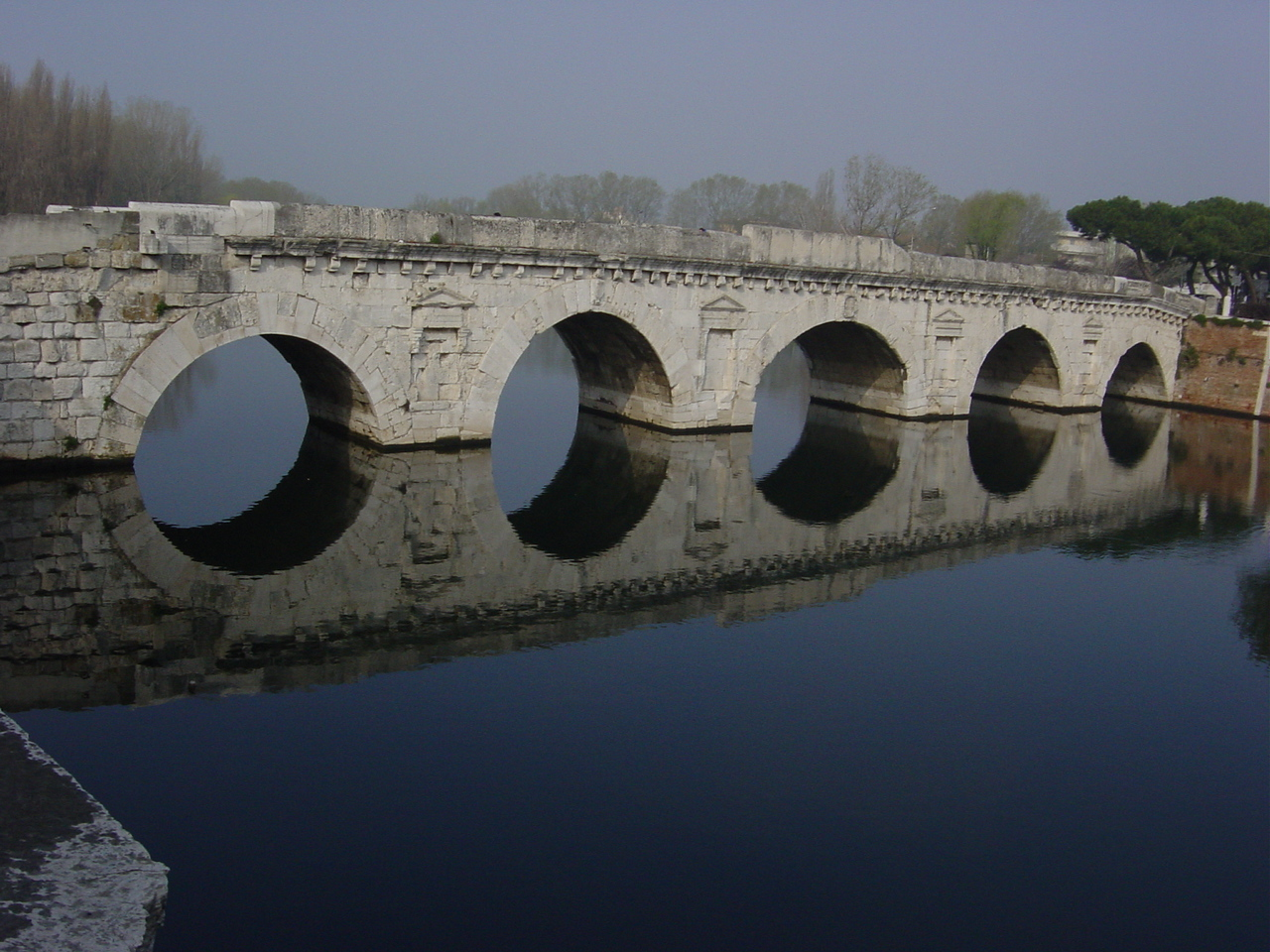
Давньоримський міст Понте де Тіберіо в Ріміні

Примітивні мости, що являли собою перекинуту через струмок колоду (такі мости називають кладками), існували в далекій давнині. Пізніше як матеріал почали використовувати камінь. Перші подібні мости почали будувати в епоху рабовласницького суспільства. Спочатку з каменю робили тільки опори моста, але потім і вся його конструкція стала кам'яною.
Великих успіхів у кам'яному мостобудуванні домоглися древні римляни, які застосовували склепінчасті конструкції як опори і використовували цемент, секрет якого був втрачений в Середньовіччі, але потім відкритий заново. Мости (точніше, акведуки) використовувалися для забезпечення міст водою. Римський історик Секст Юлій Фронтин писав про те, що акведуки — головні свідки величі Римської імперії. Деякі давньоримські мости слугують і донині.
У Середньовіччі розростання міст і бурхливий розвиток торгівлі викликали необхідність у великій кількості міцних мостів. Розвиток інженерної думки дозволив будувати мости з ширшими прогонами, пологими склепіннями і менш широкими опорами. Найбільші мости того часу сягають у прогоні більше 70 метрів.

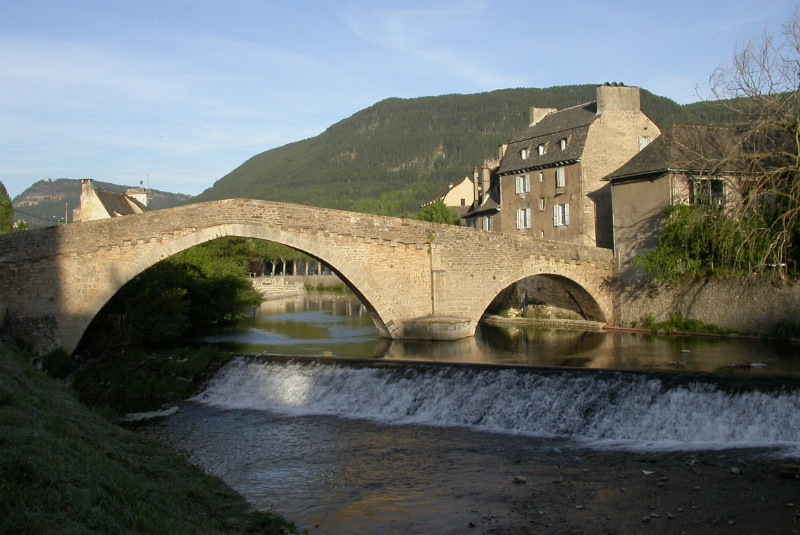
Середньовічний Міст Нотр-Дам в місті Манд, департамент Лозер, Франція

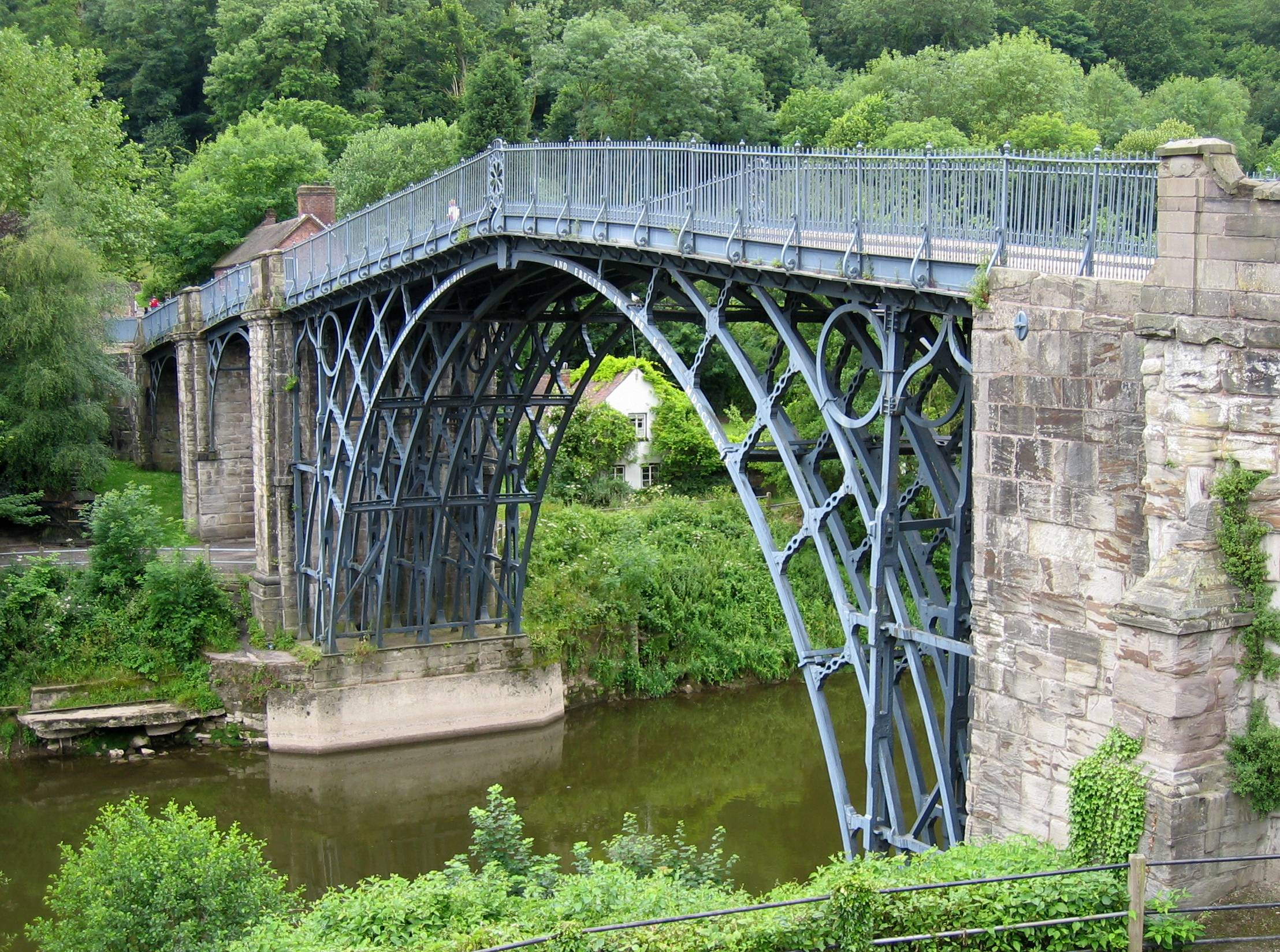
Залізний міст — перший у світі арковий міст, виготовлений із заліза (чавуну), Велика Британія

Слов'яни замість каменя використовували переважно дерево. «Повість врем'яних літ» повідомляє про будівництво моста в Овручі в 10 столітті:
| Пішов Ярополк на брата свого Олега у Деревську землю. І вийшов супроти нього Олег, і ополчилися обидві сторони. І в розпочатій битві переміг Ярополк Олега. Олег же зі своїми воїнами побіг до міста, званого Овруч, а через рів до міських воріт перекинули міст, і люди, що тіснилися на ньому, зіштовхували один одного вниз. |
У 12 столітті в Києві з'явився наплавний міст через Дніпро. У той час найпоширенішими на Русі були аркові дерев'яні мости. У той самий час у інків набувають поширення мотузкові мости, що являють собою найпростішу форму підвісних мостів.
У 16 і 17 століттях з'явилася необхідність в більших мостах, які могли б пропускати великі кораблі. У 18 столітті висота прогону мостів становить понад 100 м. Нереалізованим залишився проект дерев'яного одноаркового мосту через Неву довжиною 298 м, створений І. П. Кулібіним. З кінця 18 століття для будівництва застосовується метал. Перший металевий міст побудований у Колбрукдейлі, Велика Британія на Северні 1779 року. Висота його прогону становила близько 30 м, перекриття являли собою чавунні арки.
В 19 столітті поява залізниць спонукала до створення мостів, здатних витримувати значні навантаження, що стимулювало розвиток мостобудування. Поступово як основні матеріали затверджуються сталь і залізо. Густав Ейфель 1877 року побудував арковий міст з литого заліза через річку Дору в Португалії. Висота прогону цього моста склала 160 м. Найдовшим в Європі кінця 19 століття був міст через Волгу у Сизрані, побудований за проектом М. А. Бєлелюбського, його довжина становила 1443 м. 1900 року медалі на міжнародній виставці в Парижі удостоївся Залізничний міст через річку Єнісей у Красноярську (проект Л. Д. Проскурякова).
У 20 столітті мости почали будувати також із залізобетону. Цей матеріал вигідно відрізняється від сталі тим, що не вимагає регулярного фарбування. Залізобетон застосовувався для балкових прогонових конструкцій до 50 м, арочних — до 250 м. Продовжує застосовуватися і метал, в 20 столітті побудовані великі металеві мости: балковий через річку Святого Лаврентія в Канаді (довжина прогону 549 м), через протоку Кілл-ван-Кілл в США (503,8 м), а також міст «Золоті ворота» у Сан-Франциско, США (довжина головного прогону — 1 280 м).
Найбільші мости сучасності, в тому числі найвищі у світі — Віадук Мійо (найвищий у світі транспортний міст) і Міст Акасі-Кайкьйо (довжина головного прогону 1991 м). Вони відносяться відповідно до вантових і підвісних мостів (підвісні прогонові конструкції дозволяють перекривати великі відстані).

## Етапи будівництва мостів

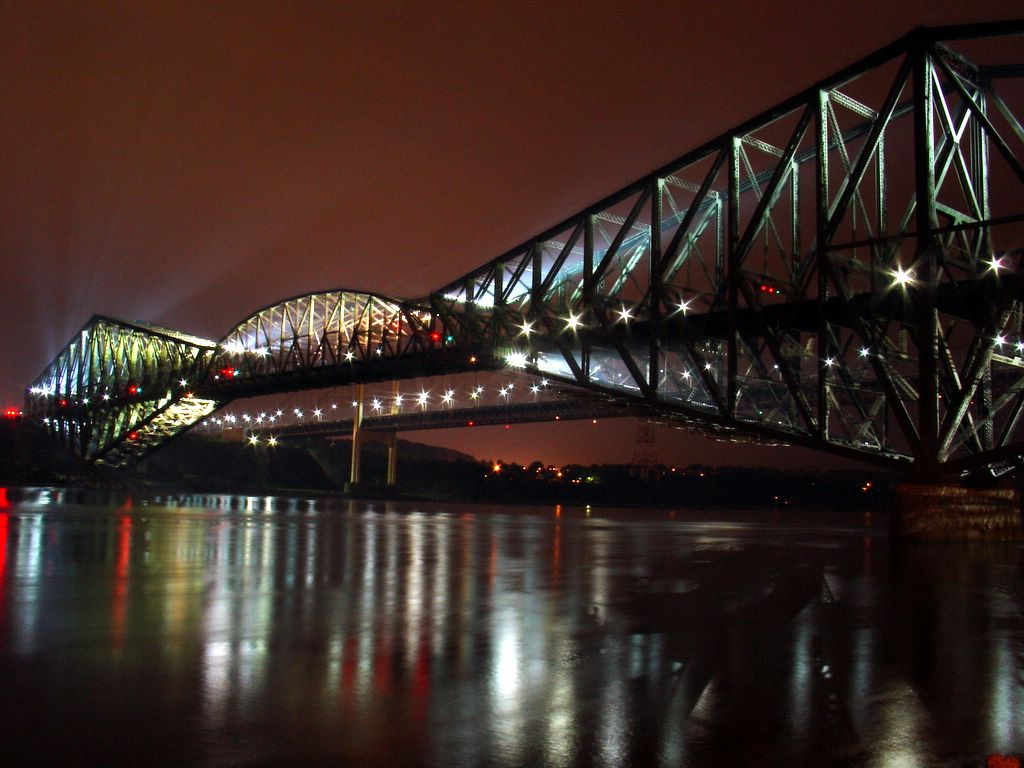
Квебекський міст вночі

Першим (і найдорожчим — до 50 % витрат від загальної вартості будівництва) етапом у побудові моста є зведення опор. Опори споруджуються у відкритих котлованах або шляхом занурення в ґрунт паль, опускних колодязів, кесонів, збірних оболонок. Палі (в основному залізобетонні) використовуються, головним чином, під час будівництва малих і середніх мостів. Вони занурюються в ґрунт за допомогою дизельних молотів і електричних віброзанурювачів. При зведенні великих мостів використовуються в основному збірні оболонки діаметром до 3 м.
Прогонні конструкції зазвичай встановлюють на опори монтажними кранами. При будівництві великих мостів прогонові конструкції нерідко збирають на березі і потім переміщають (насувають) по опорах з одного берега на інший. Навісний метод установки допускає нарощування конструкції від опори моста в його прогін. При цьому застосовується навісний монтаж за допомогою крана, що рухається вже побудованою частиною (для металевих прогонових конструкцій), або ж навісна збірка з виготовленням окремих елементів на заводі і подальшим транспортуванням їх до об'єкту (для залізобетонних).
Інакше відбувається будівництво навісних мостів: воно починається з установки пілонів, потім на них підвішуються тимчасові кабелі. З їх допомогою проводиться навивка основних кабелів моста, після чого монтують підвіски та балку жорсткості.

## Класифікація мостів

### За призначенням

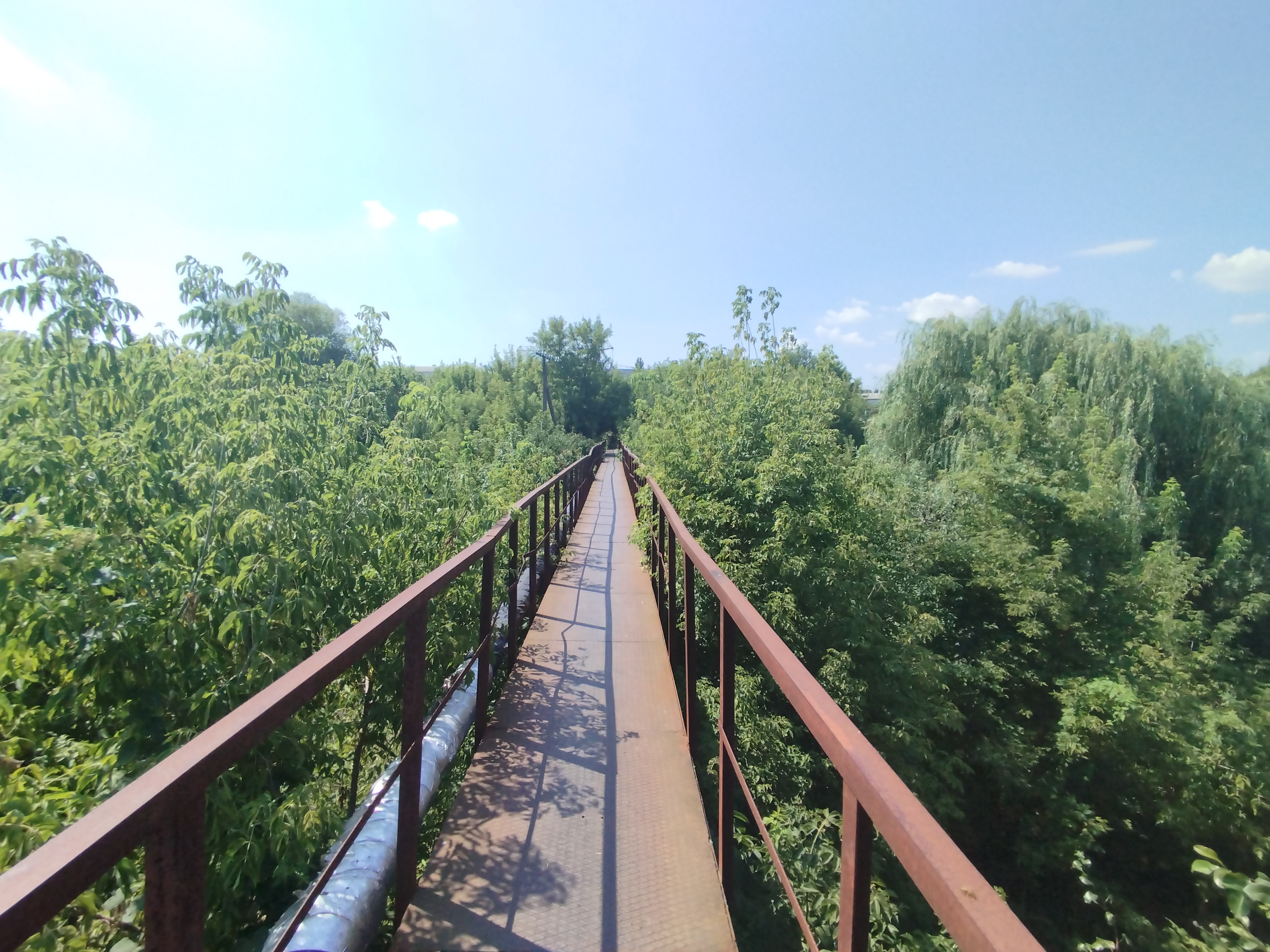
Міст через Інгул та Сугоклія-Кам'янувату в Кропивницькому

Загалом за призначенням мости поділяються на:
- залізничні;
- автомобільні;
- метромости;
- пішохідні;
- водні шляхопроводи (мости для кораблів з низькою ватерлінією в Ірландії);
- комбіновані (наприклад, автомобільно-залізничні).

Окремо виділяють за призначенням акведуки (використовуються для транспортування води).

### За конструкцією

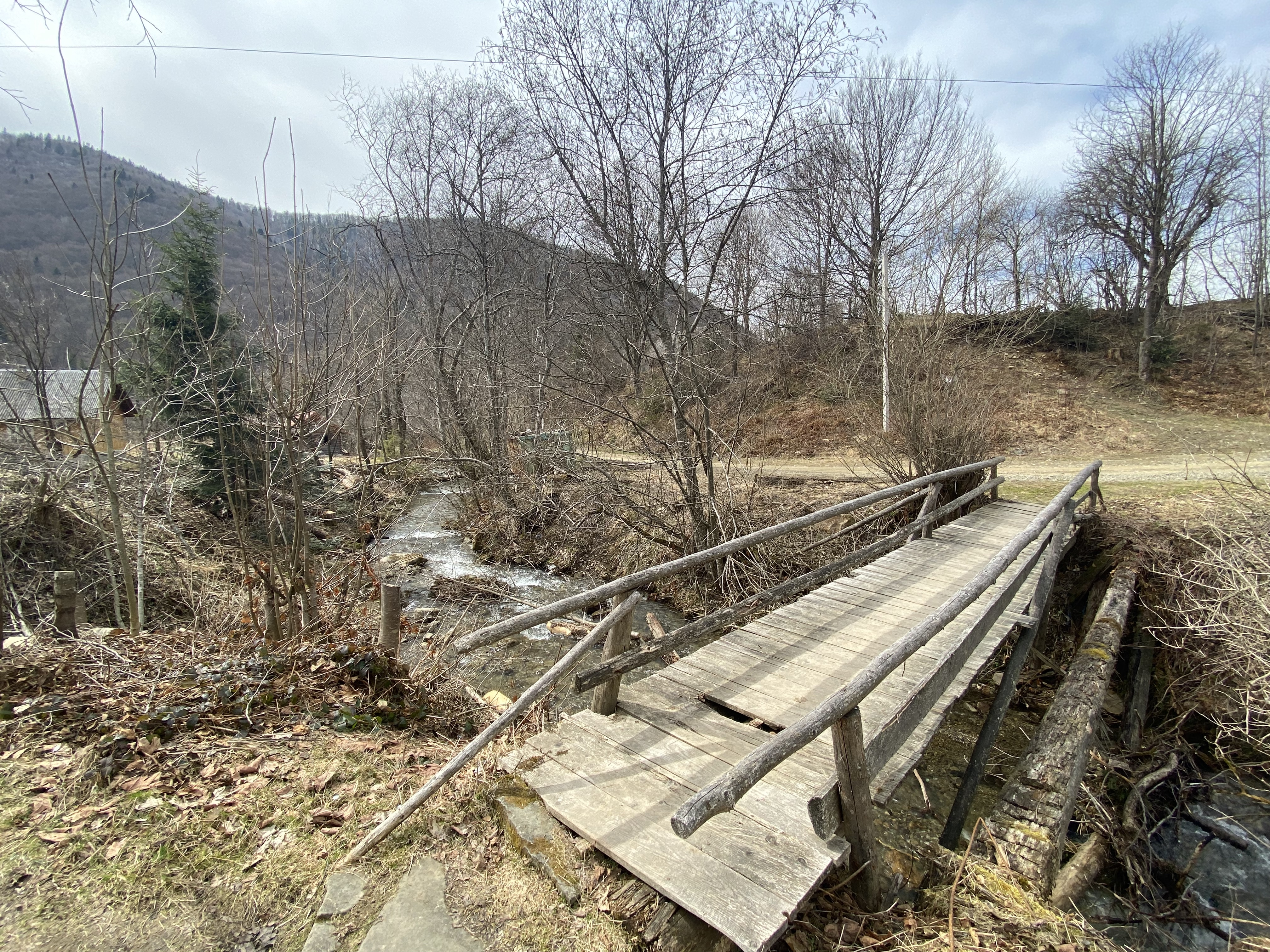
Дерев'яній місточок у Коростові

За матеріалом основних конструкцій — на кам'яні, залізобетонні, сталеві, сталезалізобетонні, дерев'яні.
За видом: мости, шляхопроводи, віадуки, естакади, розвідні мости, наплавні мості, мости-транспортери (мости-пороми).
За довжиною: малі (до 25 м), середні (25—100 м), великі (понад 100 м).
За терміном служби: тимчасові (до 10 років) і постійні.
За статичною схемою мости поділяються на
- Балкові системи — найпростіший вид мостів. Призначені для перекриття невеликих прогонів. Прогонові будови — балки, що перекривають відстань між опорами. Основна відмінна риса балкової системи полягає в тому, що з прогонових будов на опори передаються тільки вертикальні навантаження, відсутні горизонтальні. Балкові мости поділяють на такі типи:

- Розрізна система — складається з ряду балок, причому одна балка перекриває один прогін. Система статично визначена і може застосовуватися за будь-яких типах ґрунтів. Недоліки: велика кількість деформаційних швів і обов'язкова наявність двох опорних частин на кожній проміжній опорі.

- Нерозрізна система — одна балка прогонової будови перекриває кілька прогонів або одразу все. Таким чином, прогонова будова нерозрізної системи розраховується як багатоопорна статично невизначена балка з використанням методу сил, методу переміщень або інших методів розрахунку статично невизначених систем, застосовуваних у будівельній механіці. Нерозрізна система відрізняється меншою, ніж у розрізної, кількістю деформаційних швів і меншою будівельною висотою. Недолік такої системи — чутливість до ґрунтів.

- Консольна система — складається з двох типів балок. Одні балки спираються на дві опори і мають консольні звиси. Інші балки називаються підвісними, оскільки спираються на сусідні балки. З'єднання балок здійснюється за допомогою шарнірів. Перевагою консольної системи є її статична визначеність, а отже, легкість розрахунку і нечутливість до ґрунтів. До недоліків системи можна віднести велику кількість і складність деформаційних швів шарнірного типу, а також порушення комфортності проїзду в зоні шарнірів. В наш час[коли?] мости такої системи споруджуються рідко.

- Температурно-нерозрізна система складається з двохопорних балок, об'єднаних в ланцюг за допомогою верхньої сполучної плити. Під дією вертикальних навантажень така система працює як розрізна, а під дією горизонтальної — як нерозрізна. Її перевагою є менша кількість деформаційних швів, а недоліком — обов'язкова наявність двох опорних частин на кожній проміжній опорі.

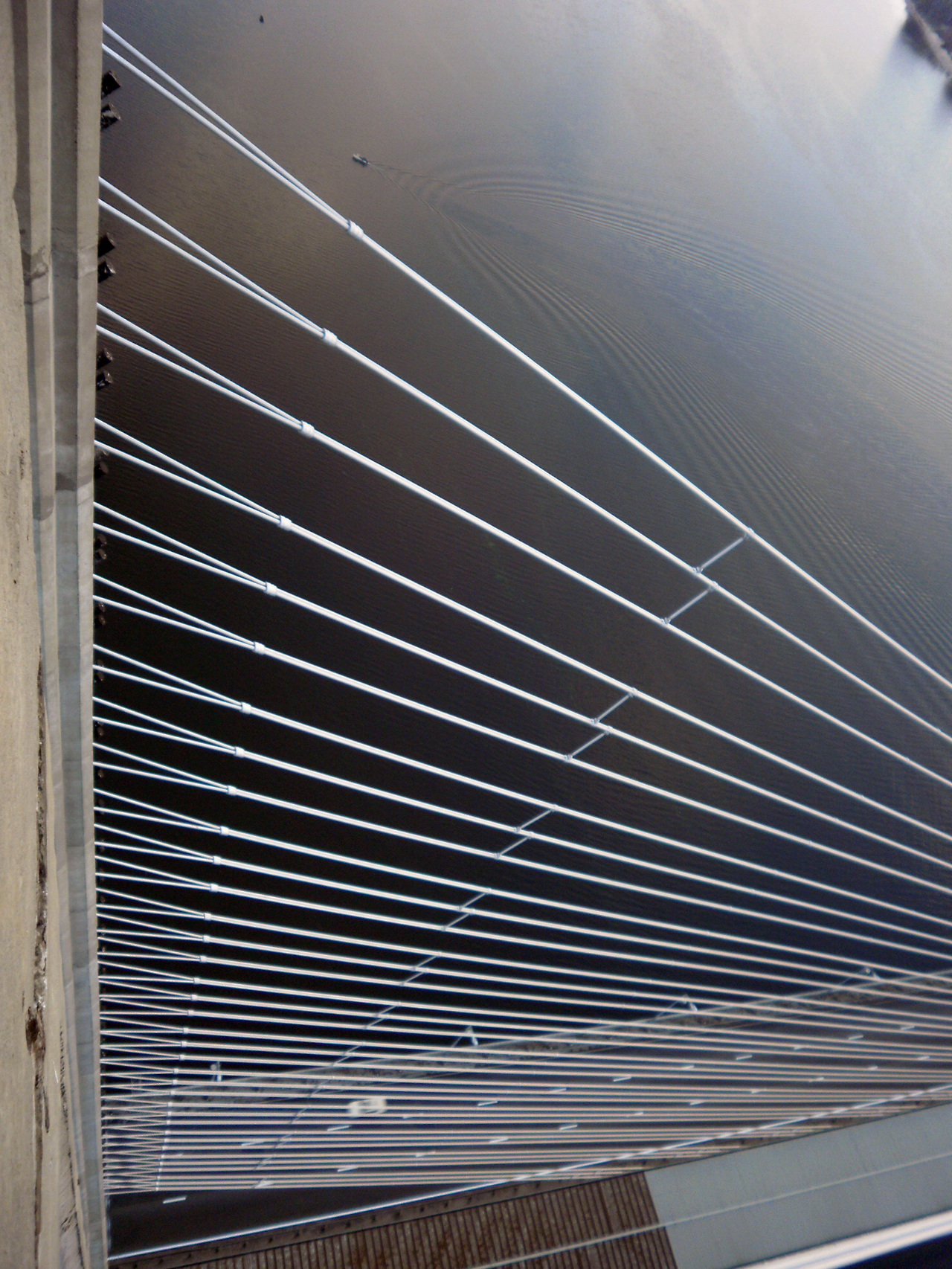
Ванти Південного моста у Києві

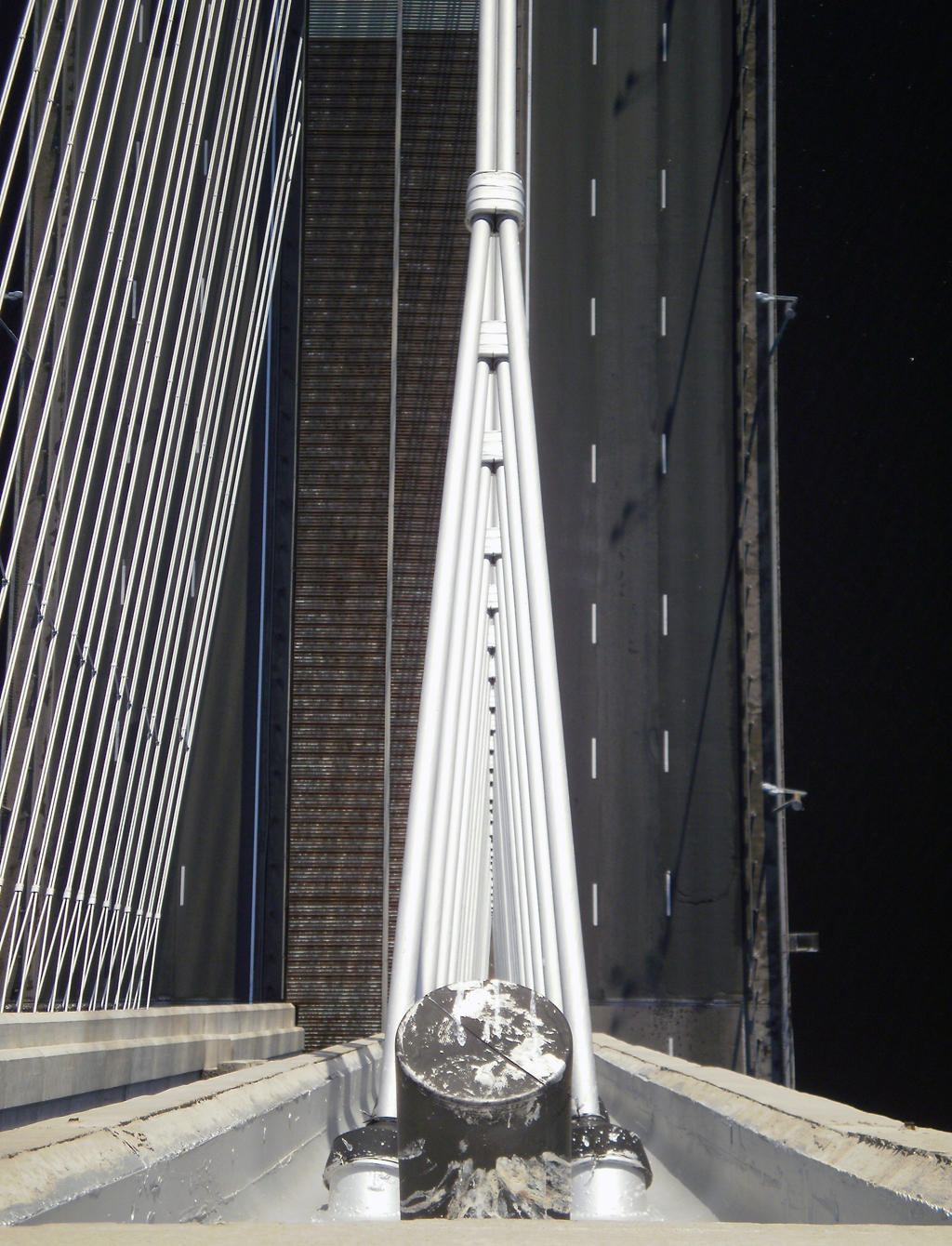
Кріплення вант Південного моста у Києві

- Розпірні системи відрізняються від балкових тим, що навантаження, які передаються з прогонових конструкцій опорі, мають не тільки вертикальну, а й горизонтальну складову, звану в будівельній механіці розпором. Виділяють кілька різновидів розпірних систем, які досить сильно відрізняються один від одного:

- Рамний міст — складається з рам, стійки яких виконують роль опор, а ригелі — роль прогонових конструкцій. За формою рами можуть бути Т-подібними, П-подібними, а також мати дві похилі стійки та консольні звиси (спеціальної назви не мають). Перевагами рамної системи є невелика будівельна висота і збільшений в порівнянні з балковими системами підмостовий простір. Все це робить рамні конструкції зручними для шляхопроводів і естакад. Також дана система може застосовуватися в гірських умовах через те, що там в силу особливостей рельєфу не можна знизити рівень проїзду. Недоліками рамної системи є складність будівництва і чутливість до ґрунтів. Такі системи в наш час[коли?] рідко застосовують через високу вартість і специфічність.

- Підвісний міст — міст, в якому основна тримальна конструкція виконана з гнучких елементів (канатів, ланцюгів тощо), що працюють на розтяг, а проїжджа частина підвішена. Підвісними є усі найбільші за довжиною і висотою прогони мостів світу.

- Вантовий міст  — різновид висячих мостів: роль основної тримальної конструкції виконує вантова ферма, виконана з прямолінійних сталевих канатів. Ванти прикріплені до пілонів — високих стійок, що встановлюється безпосередньо на опорах. Пілони в основному розташовуються вертикально, але не виключене й похиле їх розташування. До вантів кріпиться балка жорсткості, на якій розташовується мостове полотно. Ванти розташовуються під кутом нахилу до горизонталі не менше 30 градусів, інакше в них виникають великі зусилля і жорсткість помітно зменшується. Балку жорсткості краще виконувати з коробчастого перетину, оскільки це поліпшує її роботу на кручення від тимчасових навантажень і від дії вітру. Найчастіше вантова система застосовується при перекритті глибоких річок і в міських умовах.

- Арковий міст. Основними тримальними конструкціями є арки або склепіння. Арка — криволінійний брус, у якого поперечний розмір менше висоти. Склепіння — криволінійний брус, у якого ширина перерізу значно більше висоти. Аркові мости можуть бути з їздою поверху, понизу та посередині. Опори аркових мостів завжди масивні, оскільки повинні бути розраховані і на сприйняття розпору. За великих прогонах, арки завжди економічніші балкових конструкцій, але тільки стосовно прогонових конструкцій. Через великий розвиток опор у поперечному перерізі міст аркової системи дешевший балкового тільки за висоти опор до 2 м. Аркові мости характерні для гірських умов, оскільки дозволяють перекрити більший прогін, ніж балки, а в умовах гірського рельєфу спорудження додаткових опор невиправдане. Також специфічна область застосування аркових мостів обумовлена тим, що вони вимагають великого підмостового простору, особливо з їздою поверху, що призводить до здорожчання й ускладнення будівництва насипних підходів, які можуть сягати висоти 20 м. Крім того зростає ймовірність зсуву на таких насипах у початковий період їх експлуатації. Часто аркові мости будують в міських умовах з міркувань краси.

- Понтонний міст або Наплавний міст — тимчасові мости на плавучих опорах.
- Іноді окремо виділяють також горбаті мости, які відрізняються своєю формою, — вони істотно вигнуті вгору.

### Розвідні мости

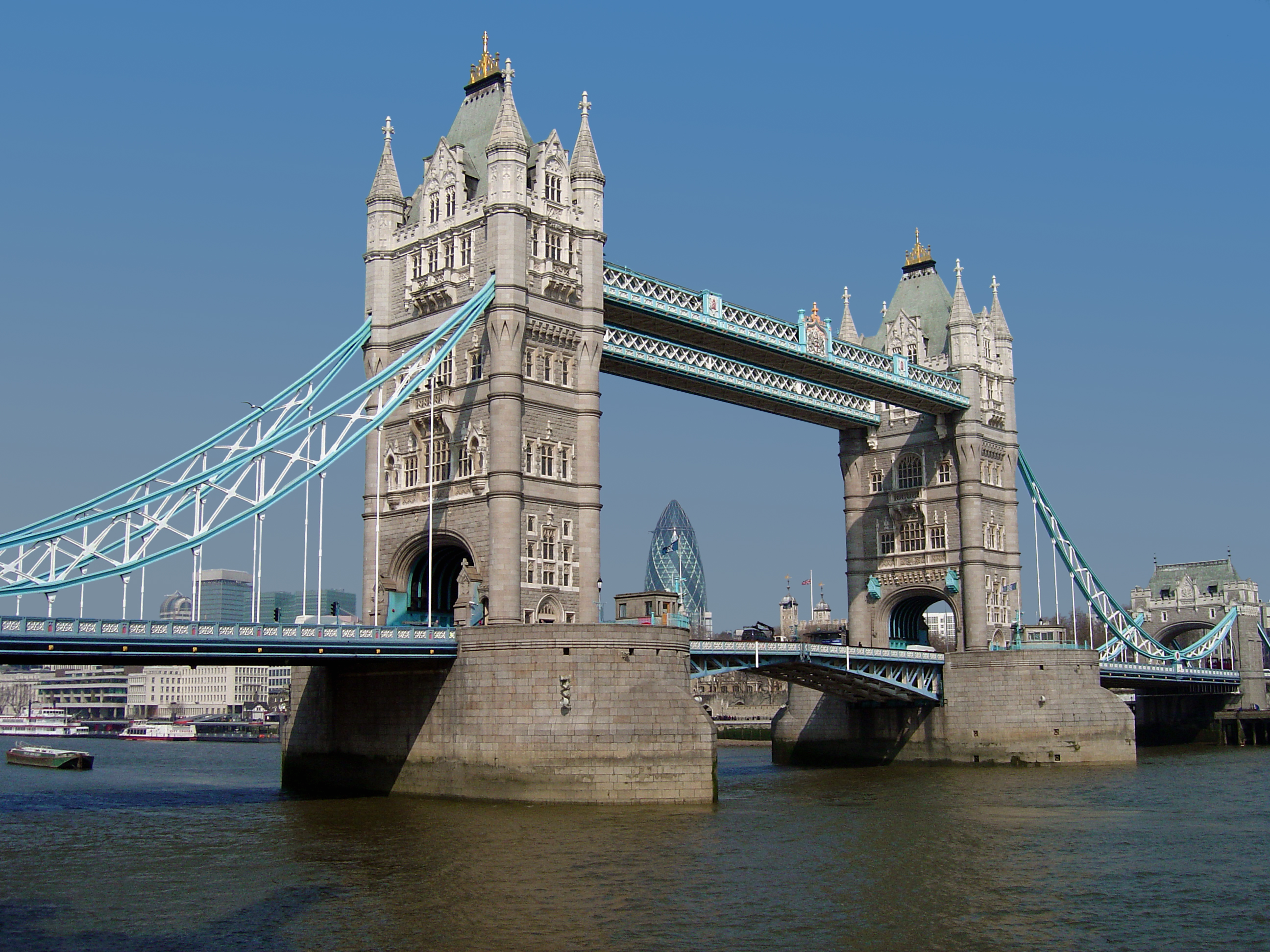
Розвідний Тауерський міст, Лондон

Особливий тип мостів — розвідні мости. У розведеному стані міст не заважає проходу суден. Своїми розвідними мостами знаменитий Санкт-Петербург, де всі мости через Неву, крім Великого Обухівського мосту, — розвідні. Існують такі конструкції розвідних мостів:
- мости, що розводяться підняттям середньої частини:

- перший тип: прогін піднімається в горизонтальному положенні вгору (наприклад, залізничний міст в Ростові-на-Дону);

- другий тип: прогін або прогони підіймаються, повертаючись навколо одного з шарнірів (наприклад, Палацовий міст в Санкт-Петербурзі);

- Поворотні мости: у таких мостів середня частина шарнірно укріплена на опорі, що стоїть в середині водойми. Міст розводиться поворотом середньої частини на 90°, таким чином середня частина стає паралельною річищу річки. Прикладом такої конструкції служить Варварівський міст в Миколаєві, поворотний прогін якого має довжину 134 м, і міст в іспанській Валенсії, за яким прокладена траса для автоперегонів Формула-1.

## Архітектура мостів

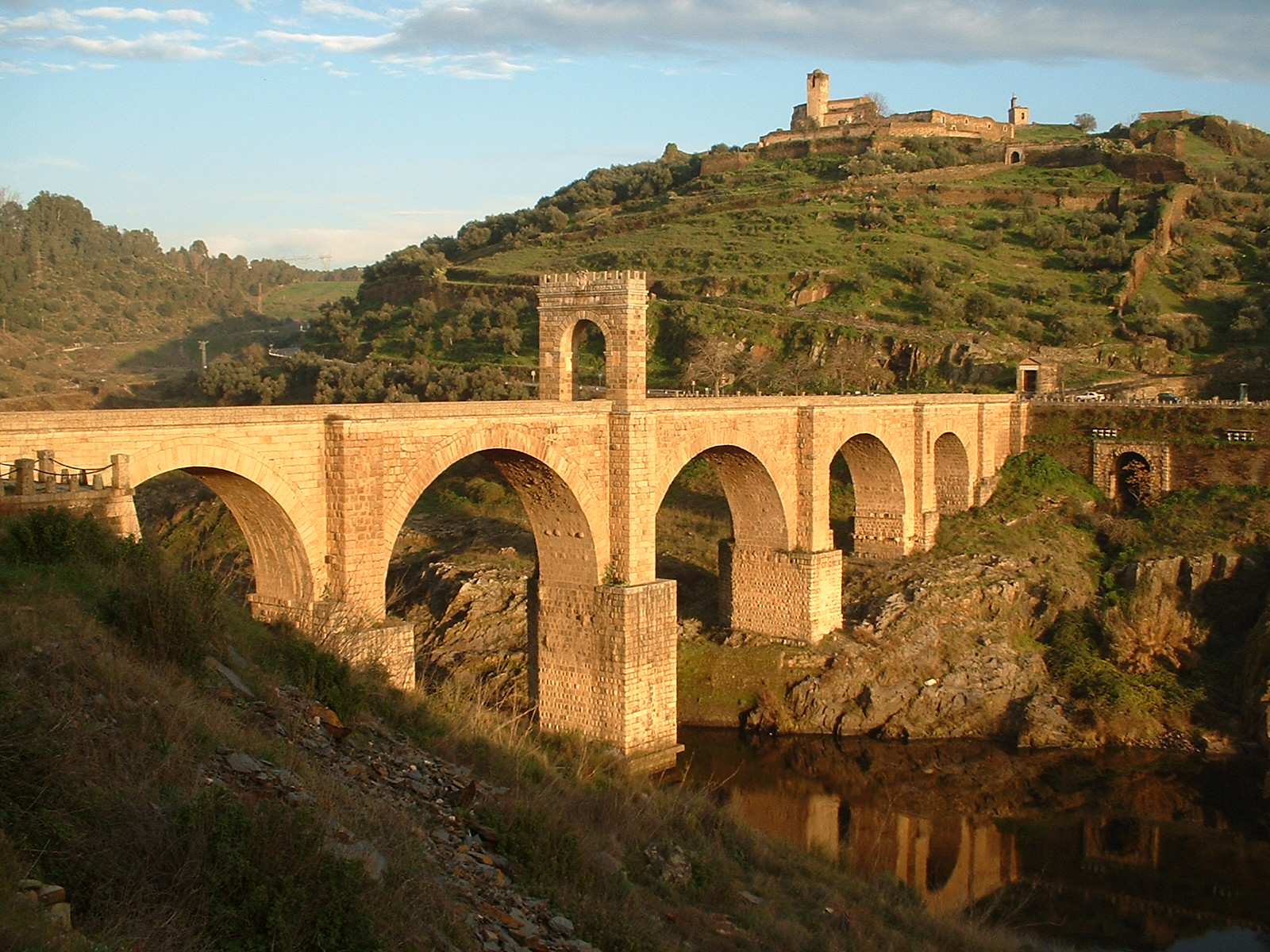
Міст Алькантара в Іспанії

Багато мостів є видатними пам'ятниками архітектури та інженерного мистецтва. У деяких містах, таких як Санкт-Петербург або Прага, мости — невід'ємна частина міської архітектури. У класичному стилі виконано більшість давньоримських мостів: майже позбавлені декору, вони, тим не менше, за рахунок своєї масивності і виразної архітектоніки створюють відчуття міцності і надійності (міст Алькантара на річці Тахо, Іспанія).

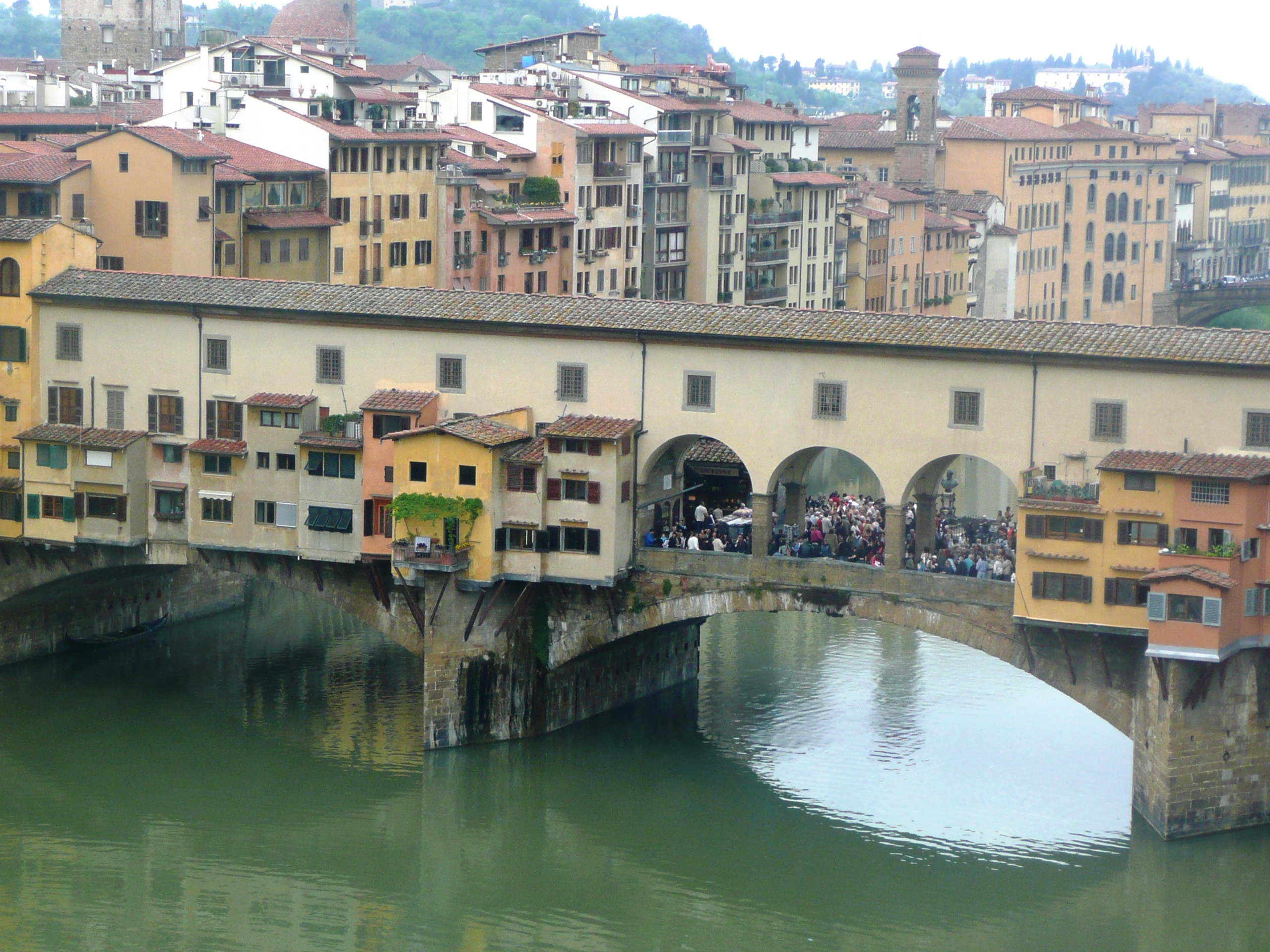
Міст Понте Веккіо в Італії

У Середні віки двома переважаючими типами стали мости з напівциркульними (або круговими) арками і мости зі стрілчастими арками. Перший тип ґрунтувався на римській традиції, другий запозичений зі східної архітектури і незабаром втратив популярність, оскільки невиправдано збільшував висоту мосту. Ще одним явищем в середньовічному мостобудуванні стали мости-вулиці, що з'явилися в усіх великих європейських містах (наприклад, Понте Веккіо у Флоренції). В Середні віки на мостах з'явився декор. Це відбулося наприкінці 14 століття, наприклад, оформлений в готичному стилі Карлів міст у Празі.

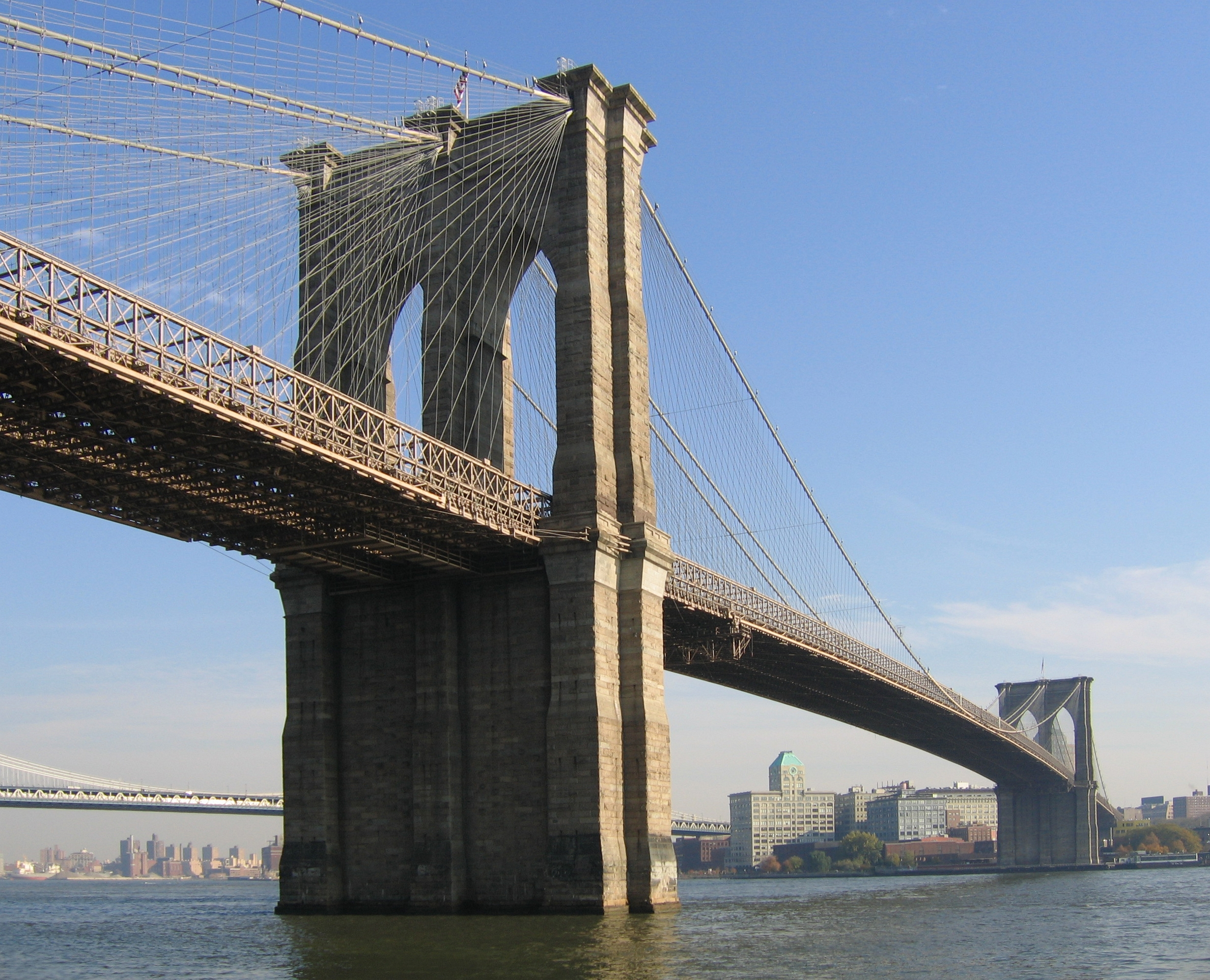
Бруклінський міст у Нью-Йорку

Вдосконалення техніки мостобудування в добу Відродження дозволило значно збільшити співвідношення товщини склепіння до висоти прогону. Завдяки цьому мости стали вищими, а їх конструкції легшими. Удосконалюється конструкція кам'яних мостів — з'являються круглі і коробові склепіння (Новий міст в Парижі). В цілому ж простежується тенденція до наслідування античної архітектури. Трохи пізніше з'явилося бароко, яке тяжіло до динамічних композицій і пишного декору. Широко відомий бароковий Міст Зітхань у Венеції.
У 18 столітті популярністю користувався класицизм. Мости, побудовані в цьому стилі, відрізняли чітка симетрія, уважне ставлення до пропорцій споруди, прогони великих розмірів. Класицизм був поширений у Франції (Міст Згоди в Парижі) і Росії (Хрестовий міст, місто Пушкін).
До середини 19 століття сформувалися основні форми металевих мостів. У цей період великого поширення набули ґратчасті балконні ферми. Значного розвитку набули конструкції аркових мостів (наприклад, віадук Гараба, побудований Густавом Ейфелем). Наприкінці 19 століття популярності набувають висячі мости: 1883 року в США побудований Бруклінський міст, трохи пізніше — Манхеттенський. Висячі мости зберегли свою популярність і в 20 столітті (міст «Золоті ворота»), та також на початку 21 століття.

## Знамениті мости

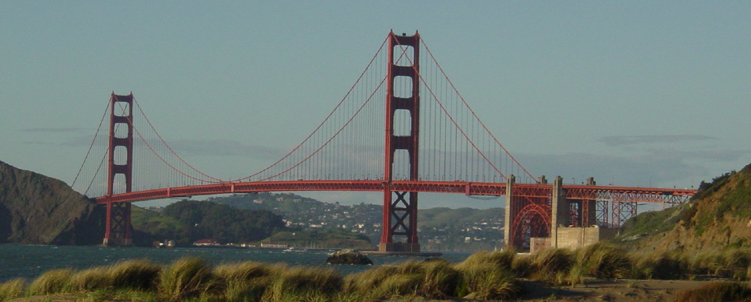
Міст «Золоті Ворота», Сан-Франциско

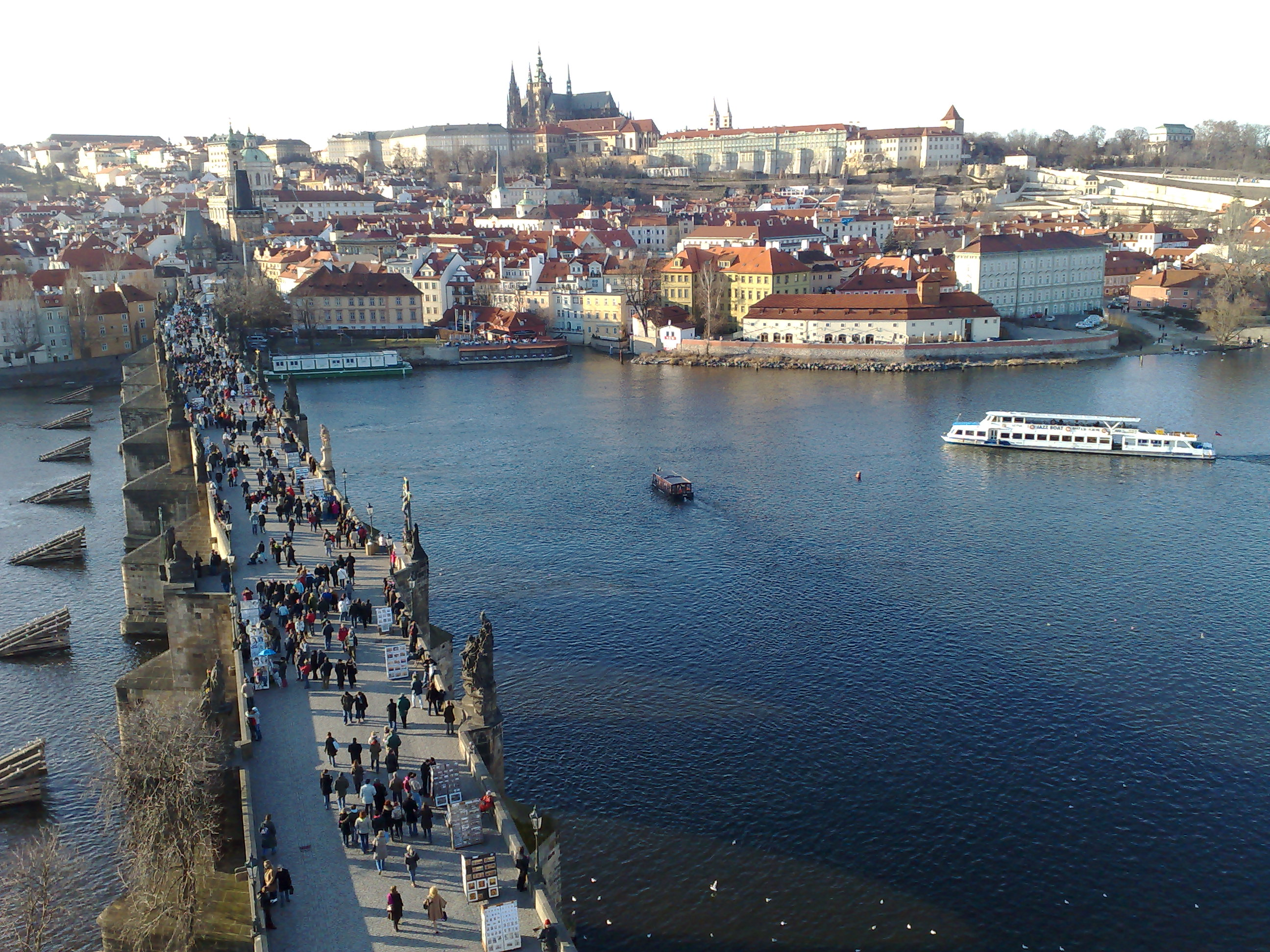
Карлів міст з видом на Празький Град, Прага

- Міст «Золоті Ворота» в Сан-Франциско, США; перекинутий через однойменну протоку. Відкритий 1937 року. Належить до типу підвісних мостів, споруджений зі сталі. Висота основного прогону — 230, довжина основного прогону — 1280, загальна довжина — 1970 м. Близько тридцяти років «Золоті ворота» посідали перше місце в списку найбільших мостів світу. За більш ніж сімдесят років, що минули з моменту його відкриття, міст став одним із найбільш упізнаваних символів Сан-Франциско. Сумно відомий як «міст самогубців» — в середньому кожні два тижні хтось накладає на себе руки, зістрибнувши у воду з цього моста[7].
- Тауерський міст — розвідний міст через Темзу в Лондоні, Велика Британія, відкритий 1894 року. Знаменитий завдяки двом баштам заввишки 65 м кожна, встановлених на стоянах.
- Бруклінський міст — один з найстаріших у США підвісних мостів. З'єднує райони Бруклін і Мангеттен в Нью-Йорку, перетинаючи протоку Іст-Рівер. Відкритий 1883 року, на момент заснування був найбільшим підвісним мостом у світі. Бруклінський міст — перший у світі, в конструкції якого використані сталеві прути.
- Міст Зітхань — арковий міст у стилі бароко. Перекинутий через Палацовий канал у Венеції, Італія. По'єднує Палац дожів (в якому розташовувався суд) і в'язницю. За легендою, яку популяризував лорд Байрон, назва моста походить від зітхань засуджених, які, проходячи по мосту, кидали свій останній погляд на Венецію, але це навряд чи відповідає дійсності[8].
- Карлів міст — арковий готичний міст, прикрашений бароковою скульптурою, через річку Влтава в Празі, Чехія. Зберігся з Середніх віків, відомий завдяки башті на вході на міст. Його прикрашають тридцять скульптур.
- Акасі-Кайкьйо — найдовший підвісний міст у світі. Розташований в Японії, перетинає протоку Акасі і поєднує міста Кобе та Авадзі. Висота головного прогону — 297 м, загальна довжина мосту — 3911 м.
- Босфорський міст — перший висячий міст через Босфор, поєднує азійську і європейську частини Стамбула, Туреччина. Відкритий 1973 року до п'ятдесятиріччя Турецької Республіки. Прохід пішоходів заборонений у зв'язку з тим, що міст неодноразово намагалися використати для здійснення самогубств.
- Міст У Байн — найбільший у світі дерев'яний міст довжиною понад 2 км через озеро між містом Мандалай і попередньої столицею Анарапурой в Бірмі.
- Міст через затоку Ханчжоувань — найдовший (36 км) трансокеанський міст у світі, покликаний скоротити шлях з Шанхаю до промислової зони Нінбо з 400 до 80 км. Відкритий для проїзду 1 травня 2008 року.

## Мости України

#### Російсько-українська війна
Від початку повномасштабної війни в Україні зруйновано 346 мостів, майже половина з них — на дорогах державного значення. Найбільше постраждали переправи на території Київської, Чернігівської, Херсонської, Сумської, Харківської, Миколаївської та Донецької областей.

За даними державного агентства відновлення та розвитку інфраструктури України найбільша кількість зруйнованих мостів на Чернігівщині. Після деокупації області проїзд вдалося відновити на 32 із 38 зруйнованих спорудах. 

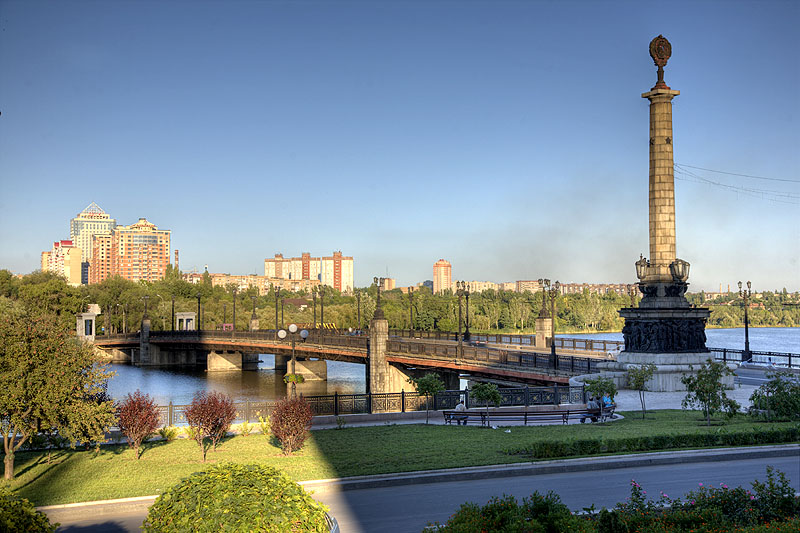
м. Донецьк
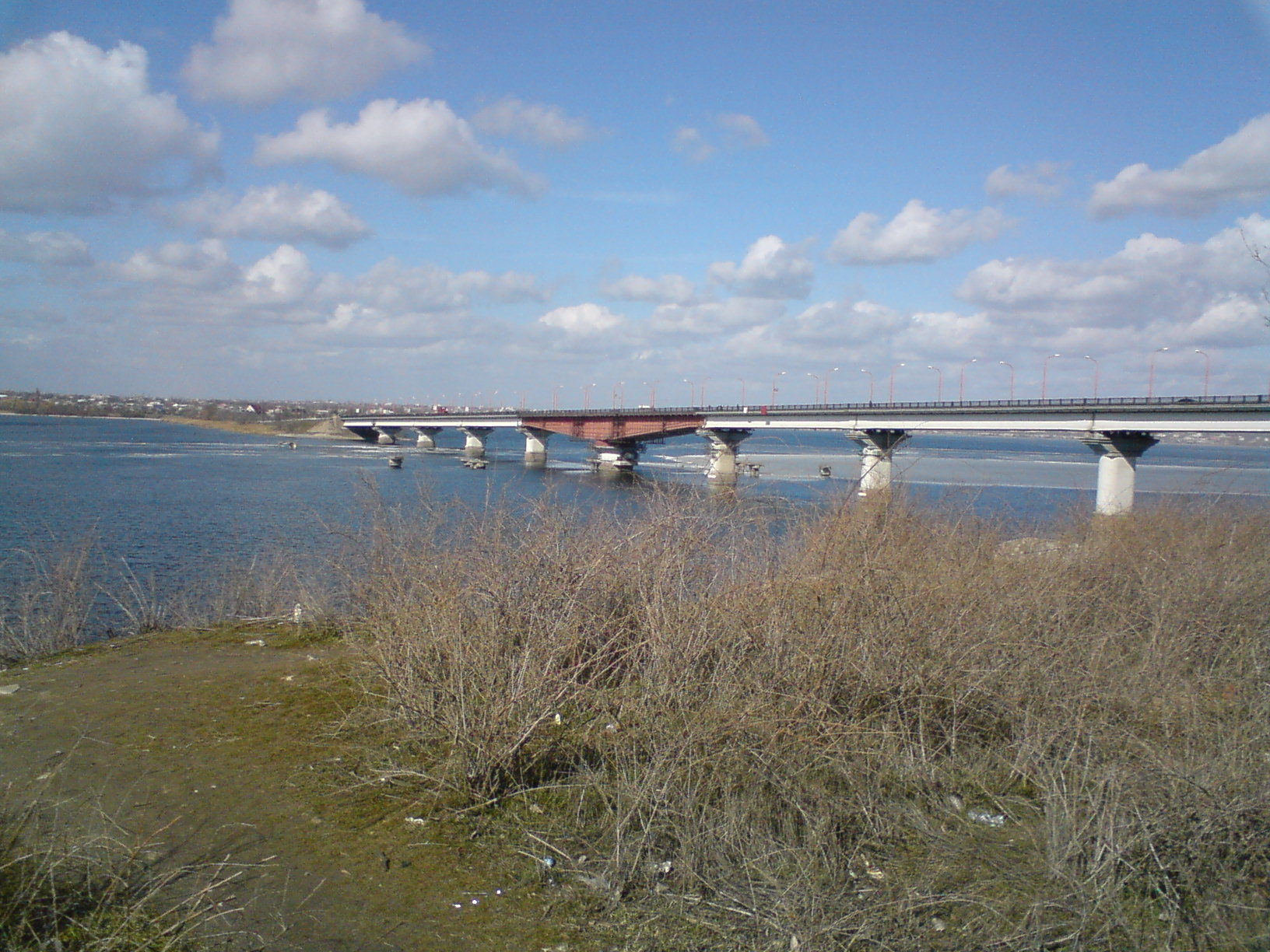
Варварівський міст, Миколаїв
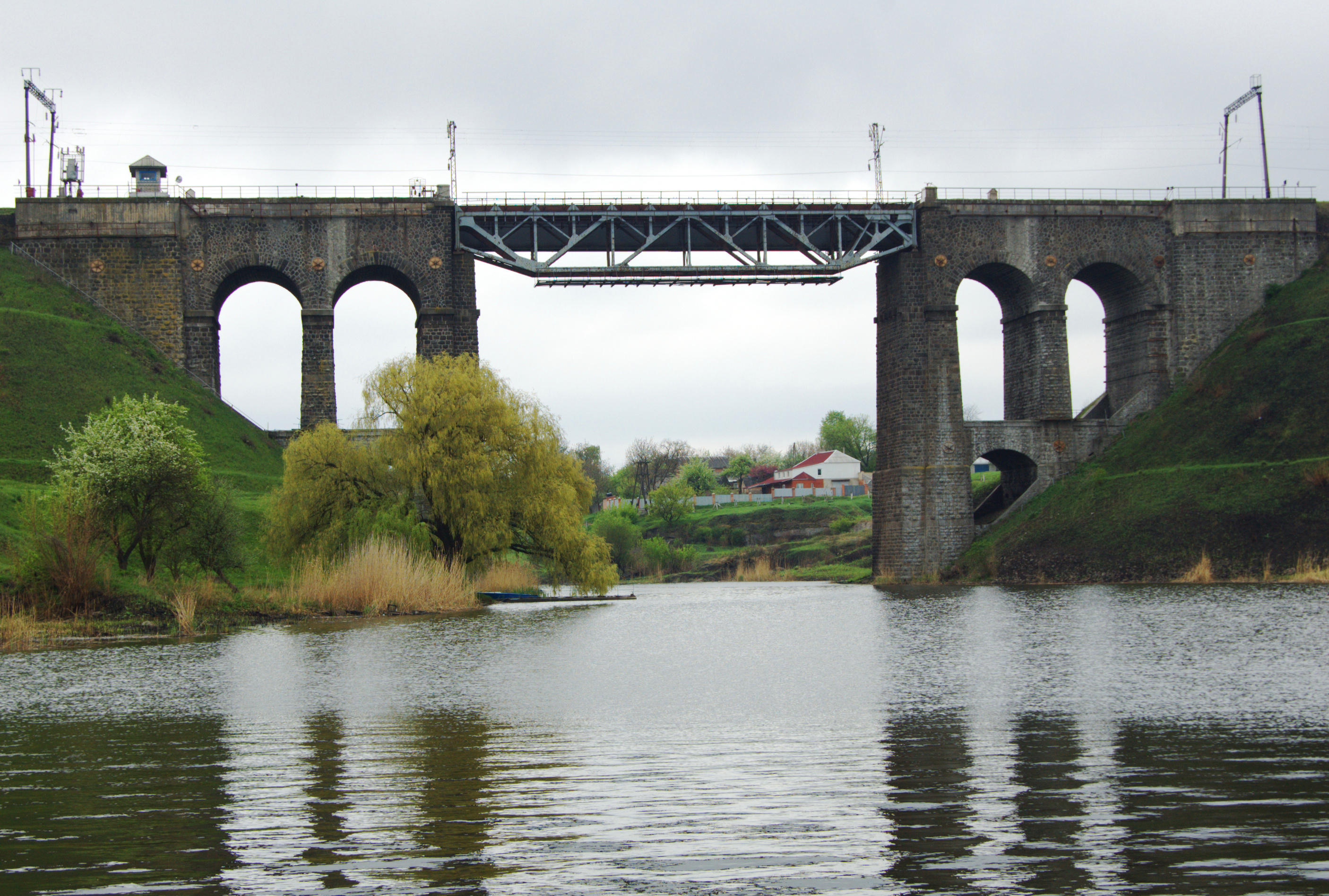
м. Кропивницький